# 鍋島直縄
鍋島 直縄（なべしま なおただ、1889年〈明治22年〉5月6日 - 1939年〈昭和14年〉4月29日）は、日本の政治家・実業家・華族（子爵）。旧鹿島藩鍋島家第14代当主。長男は佐賀県知事を務めた鍋島直紹。

## 生涯
1889年に鍋島直大の四男（次男とも）として生まれ、1897年（明治30年）に鍋島直彬子爵の養子となる。
1908年（明治41年）に旧制東京府立第一中学校（現・東京都立日比谷高等学校）を卒業し、東京外国語学校の独逸語本科に入学。1911年（明治44年）に同校を卒業するとドイツ帝国に留学した。ベルリンを経てドレスデンに移り、1912年10月6日にザクセン王立ターラント林科大学（現・ ドレスデン工科大学）の林学科に入学した。林学や植物学を学んで1914年（大正3年）3月に修了証書を受け取り、続いてミュンヘン大学の林学科で研究を行なっている。
日独戦争開戦前の同年8月12日にロンドンに移り、数か月間滞在した後にアメリカを経て12月24日に帰国した。佐賀百六銀行の頭取を務めた。また、1915年に養父・直彬が亡くなると子爵になり、1925年（大正14年）7月10日に貴族院議員に選ばれている。1929年（昭和4年）に司法大臣秘書官となる。同年、地元佐賀県に元佐賀藩主父直大を祀る別格官幣社佐嘉神社の創建が決定した。
1931年（昭和6年）に発足した第2次若槻内閣から犬養内閣で海軍参与官、1936年（昭和11年）の廣田内閣から林内閣では内務政務次官を務めた。1937年には貴族院慰問団として定州に派遣されている。1939年4月29日に東京府渋谷区代々木上原の自宅で黄疸のため亡くなり、長男の鍋島直紹が家督を継いだ。

## 栄典
- 1931年（昭和6年）5月1日 - 帝都復興記念章[8]

## 系譜
- 父：鍋島直大（肥前佐賀藩第11代藩主）
- 母：鍋島榮子（権大納言・広橋胤保の娘）
- 養父：鍋島直彬（鹿島藩第13代藩主）
- 養母：鍋島葛子（蓮池藩第8代藩主・鍋島直与の娘、鍋島直正の養女）
- 妻：鍋島政子（毛利元功の娘）[9]
  - 長男：鍋島直紹（鹿島鍋島家第15代当主、佐賀県知事）
  - 次男：鍋島直定（鍋島貞次郎の養子）
  - 三男：鍋島直美（鍋島直定の養子）
  - 四男：鍋島直玄（夫人は松平健雄の娘・幸子）
  - 長女：松子（太田資博夫人）
  - 五男：鍋島直立